# 에스트코인
에스트코인(Estcoin)은 에스토니아 정부가 발행하려고 계획했다가 보류중인 암호화폐(Cryptocurrency)이다.

## 역사
유럽의 실리콘밸리라고 불리는 에스토니아는 세계 최초로 블록체인 기반의 전자 신분증을 전국민에게 발급했다.
더 나아가, 세계 최초로 정부가 발행하는 암호화폐인 에스트코인을 2018년 발행하려고 했다.
유로화에 1:1로 고정된 가치여서, 비트코인에 비하면 변동성이 전혀 없다. 암호화폐의 '탈중앙화' 이점과 법정화폐의 '안정성'과 '신뢰성'을 더한 것이다.
그러나 유럽중앙은행(ECB) 및 에스토니아 은행이 반발했다. 그래서 2019년 현재 발행이 되지 않았다.
2017년 9월, 마리오 드라기 유럽중앙은행(ECB) 총재는 유럽연합 회원국은 별도의 개별 통화를 발행해서는 안된다고 말했다.
에스토니아는 2011년에 유로경제존에 합세한 후부터 유로화를 공식 화폐로 사용중이다.

## 같이 보기
- 에스토니아 전자영주권
- 에스토니아